# Shāneh Tarāsh
Shāneh Tarāsh (persiska: شانه تراش, تِراش, شانِه) är en ort i Iran.   Den ligger i provinsen Mazandaran, i den norra delen av landet, 130 km nordost om huvudstaden Teheran. Shāneh Tarāsh ligger 67 meter över havet och antalet invånare är 462.
Terrängen runt Shāneh Tarāsh är platt åt nordost, men åt sydväst är den kuperad. Runt Shāneh Tarāsh är det tätbefolkat, med 286 invånare per kvadratkilometer. Närmaste större samhälle är Shīr Savār, 10,6 km nordost om Shāneh Tarāsh. Trakten runt Shāneh Tarāsh består till största delen av jordbruksmark.